# Pieśń miłosna
Pieśń miłosna (wł. Canto d'amore, ang. The Song of Love) – obraz Giorgia de Chirico namalowany w 1914. 

## Opis i interpretacja
Obraz przedstawia gipsową głowę z klasycznego posągu, umieszczoną na dużej tablicy obok czerwonej rękawiczki. Za tablicą widać mur i fragment przejeżdżającego pociągu, a na pierwszym planie zieloną piłkę.
Przedstawiając głowę antycznego posągu z czerwoną gumową rękawiczka na tle jakiejś budowli i zmieniając przy tym rzeczywistą relacje proporcji tych przedmiotów, de Chirico nadał im nowy sens. Zderzanie i konfrontowanie przedmiotów znanych z potocznego doświadczenia w takie zbijające z tropu sąsiedztwa wydają się służyć przekazaniu jakiegoś utajonego przesłania. Przesłaniem tym jest przedstawienie czegoś, co sam de Chirico określał jako „poza fizyczny” („metafizyczny”) świat. Zanurzone w atmosferze niepokoju i melancholii humanoidalne formy, pusta architektura, ocienione pasaże wydaja się przywoływać absurdalność świata targanego pierwszą wojną światową.